# Early Art
Early Art – album muzyczny (2 LP, kompilacja) amerykańskiego saksofonisty jazzowego Arta Peppera.
Na tych dwóch płytach zebrano nagrania z udziałem Arta Peppera zarejestrowane w latach 1956–1957 dla wytwórni Intro i Jazz: West. Ukazały się one wcześniej na albumach: Collections (1957), The Return of Art Pepper (1957) i Modern Art (1957). Album Early Art został wydany przez Blue Note w sierpniu 1977 (BN-LA591-H2), w serii reedycji płyt tej wytwórni. Etykiety opatrzono napisem: "Blue Note Re-issue Series".

## O płytach
Utwory 1-5 zostały nagrane w Western Recorders w Los Angeles, 3 stycznia 1957. Była to sesja, podczas której Pepper grał z czterema innymi muzykami: Redem Norvo, Gerrym Wigginsem, Benem Tuckerem i Joe Morello. Płyta z tym materiałem (plus inne nagrania już bez udziału Peppera) wydana została najpierw przez Intro pod tytułem Collections (ILP 608), później występowała pod innymi tytułami, a kierownictwo grupy przypisywano albo perkusiście Joe Morello, albo wibrafoniście Redowi Norvo albo też właśnie Pepperowi.
Utwory 6-15 nagrano 6 sierpnia 1956, w Capitol Studios przy Vine Street, w Hollywood. Pepperowi towarzyszyli wtedy: Jack Sheldon (6, 7, 9-12, 14, 15), Russ Freeman, Leroy Vinnegar i Shelly Manne. Płyta The Return of Art Pepper ukazała się w styczniu 1957 nakładem wytwórni Jazz: West (JWLP 10).
Utwory 16 ,17, 19, 22 i 23 nagrano 28 grudnia 1956 w Radio Recorders w Los Angeles; natomiast umieszczone pod numerami 18, 20 i 21 nagrano 14 stycznia 1957 w Master Recorders. Podczas obu sesji grał kwartet w składzie: Art Pepper, Russ Freeman, Ben Tucker i Chuck Flores. Nagrania ukazały się na płycie Modern Art wydawnictwa Intro (ILP 606).

## Muzycy
- Art Pepper – saksofon altowy i tenorowy
- Jack Sheldon – trąbka
- Red Norvo – wibrafon
- Gerald Wiggins – fortepian
- Russ Freeman – fortepian
- Ben Tucker – kontrabas
- Leroy Vinnegar – kontrabas
- Shelly Manne – perkusja
- Joe Morello – perkusja
- Chuck Flores – perkusja

## Lista utworów
Strona A
| 1. | "Straight Life" (Art Pepper)                 | 3:20  |
|    |                                              |       |
| 2. | "You're Driving Me Crazy" (Walter Donaldson) | 5:05  |
|    |                                              |       |
| 3. | "Yardbird Suite" (Charlie Parker)            | 5:40  |
|    |                                              |       |
| 4. | "Pepper Steak" (Art Pepper)                  | 3:47  |
|    |                                              |       |
| 5. | "Tenor Blooz" (Art Pepper)                   | 4:55  |
|    |                                              |       |
| 6. | "Pepper Returns" (Art Pepper)                | 4:25  |
|    |                                              |       |
|    |                                              | 27:12 |
|    |                                              |       |
Strona B
| 7.  | "Broadway" (Ray Henderson, Buddy DeSylva, Lew Brown) | 4:56  |
|     |                                                      |       |
| 8.  | "You Go To My Head" (J. Fred Coots, Haven Gilespie)  | 4:15  |
|     |                                                      |       |
| 9.  | "Angel Wings" (Art Pepper)                           | 4:40  |
|     |                                                      |       |
| 10. | "Funny Blues" (Art Pepper)                           | 4:36  |
|     |                                                      |       |
| 11. | "Five More" (Art Pepper)                             | 4:40  |
|     |                                                      |       |
| 12. | "Minority" (Art Pepper)                              | 4:17  |
|     |                                                      |       |
|     |                                                      | 27:24 |
|     |                                                      |       |
Strona C
| 13. | "Patricia" (Art Pepper)                         | 4:38  |
|     |                                                 |       |
| 14. | "Mambo De La Pinta" (Art Pepper)                | 4:15  |
|     |                                                 |       |
| 15. | "Walkin’ Out Blues" (Art Pepper)                | 5:55  |
|     |                                                 |       |
| 16. | "Blues In" (Art Pepper)                         | 4:15  |
|     |                                                 |       |
| 17. | "What Is This Thing Called Love?" (Cole Porter) | 6:09  |
|     |                                                 |       |
|     |                                                 | 25:12 |
|     |                                                 |       |
Strona D
| 18. | "Cool Bunny" (Art Pepper)                                                      | 4:10  |
|     |                                                                                |       |
| 19. | "Bewitched" (Richard Rodgers, Lorenz Hart)                                     | 4:25  |
|     |                                                                                |       |
| 20. | "Diane's Dilemma" (Art Pepper)                                                 | 3:46  |
|     |                                                                                |       |
| 21. | "When You're Smiling" (Lary Shay, Mark Fisher, Joe Goodwin)                    | 4:47  |
|     |                                                                                |       |
| 22. | "Stompin' At The Savoy" (Benny Goodman, Andy Razaf, Edgar Sampson, Chick Webb) | 5:01  |
|     |                                                                                |       |
| 23. | "Blues Out" 1(Art Pepper)                                                      | 4:52  |
|     |                                                                                |       |
|     |                                                                                | 27:01 |
|     |                                                                                |       |
1 na części nakładu zamiast "Blues Out" została błędnie wytłoczona wersja alternatywna "Diane's Dilemma".

## Informacje uzupełniające
- Projekt okładki – Bob Cato
- Autor noty o płycie – Colman Andrews
- Zdjęcia – Ray Avery
- Produkcja reedycji – Pete Welding